# II bitwa nad Aisne

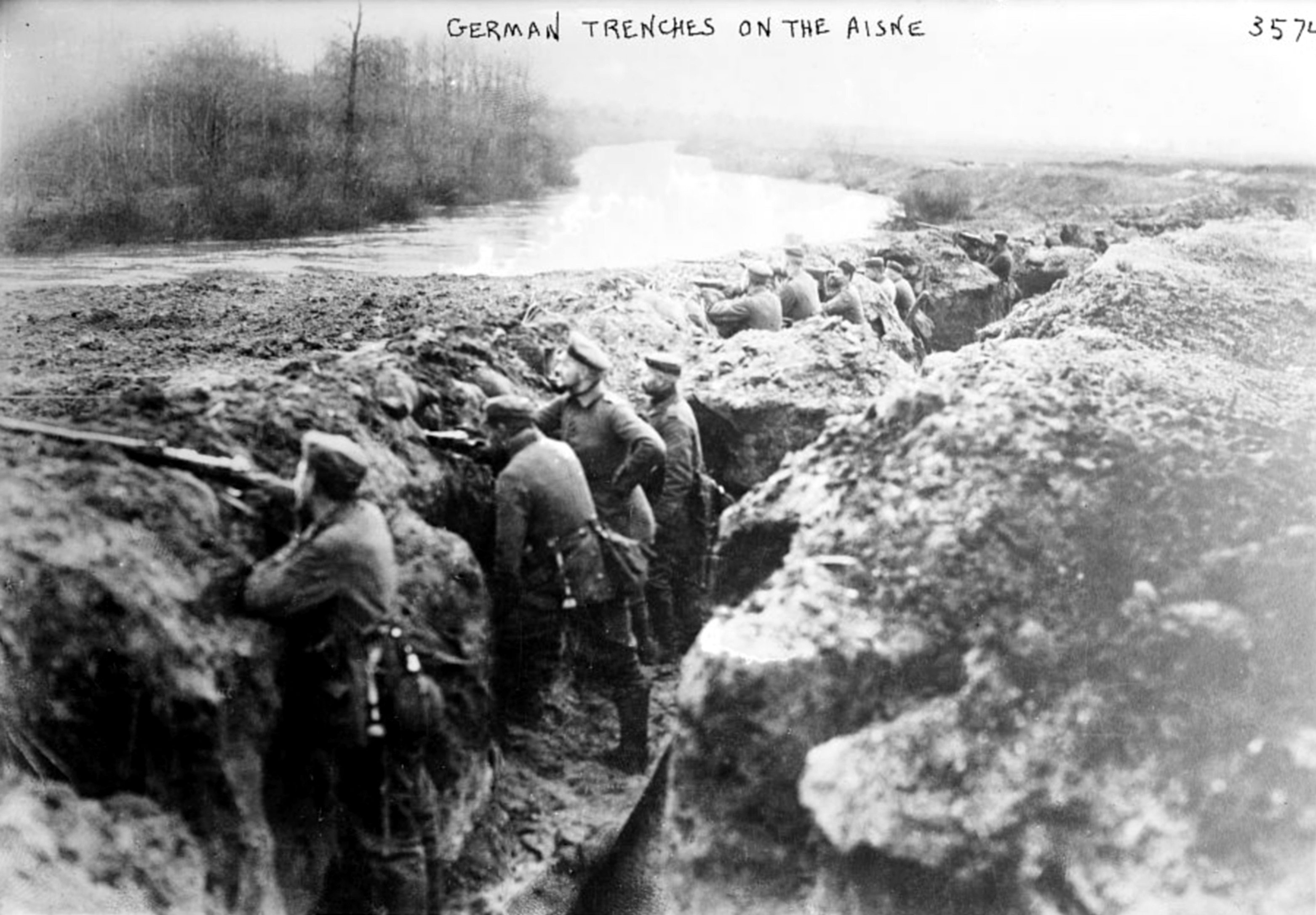
Żołnierze niemieccy w okopach pod Aisne

II bitwa pod Aisne (znana także jako bitwa pod Chemin-des-dames) – kluczowe starcie tzw. „ofensywy Nivelle’a” na froncie zachodnim I wojny światowej.
Pomimo dobrego przygotowania (artyleria i czołgi) oraz zastosowanie taktyki zapory ogniowej oddziały francuskie napotkały na bardzo silny opór przeciwnika, uprzedzonego o miejscu planowanej ofensywy. Mimo ogromnych strat (do 60% stanów osobowych oddziałów), front udało się przesunąć o zaledwie kilka kilometrów. Nie powiódł się atak czołgów próbujących wesprzeć piechotę (ze 120 czołgów Niemcy zniszczyli 60).; w rezultacie bitwy, na skutek braku jakichkolwiek sukcesów oraz konieczności ponoszenia ciężkich i bezskutecznych ofiar, w początkach maja 1917 roku w armii francuskiej wybuchł szereg buntów, ogarniając przejściowo nawet połowę armii; inną konsekwencją porażki była dymisja Nivelle'a i zastąpienie go na stanowisku Szefa Sztabu Generalnego przez Petaina.